# Dispositivos de dispersión radiológica
Se denomina dispositivo de dispersión radiológica (sus siglas son DDR o RDD en inglés) a todo aquel medio utilizado para conseguir que un material radiactivo se propague, tanto en la atmósfera como en el agua o en la tierra. Generalmente son dispositivos utilizados de forma malévola, probablemente por grupos terroristas.
Esto puede conseguirse de muchas maneras, siendo las más conocidas las siguientes:
- Usando el viento. Es el más sencillo, simplemente dejando un polvo radiactivo a merced del viento para que lo propague.

- Usando un explosivo. La llamada bomba sucia. Un artefacto así construido se sirve de un explosivo para conseguir que el radioisótopo se propague en un área mayor, y conseguir un efecto psicológico mayor debido a la explosión añadida.

- Usando aparatos de aire acondicionado. Vertiendo el polvo radiactivo en la toma de aire de cualquier aire acondicionado de un gran edificio, el metro, o cualquier otra instalación pública, se consigue propagar el isótopo.

- Usando avionetas o helicópteros. Utilizando los medios típicos de dispersión de venenos para insectos en los cultivos podemos contaminar un área extensa con un radioisótopo.

- Usando el agua. Vertiendo un isótopo soluble en un pantano o depósito de agua podemos causar terror en las personas al conocer la contaminación radiactiva.

Cualquiera de estos sistemas causaría el terror en una población amplia, que es el efecto buscado por los terroristas. Sin embargo su capacidad de causar daños a la salud es bastante más limitada que otros sistemas más sencillos y fáciles de obtener, como ciertos virus o bacterias (carbunco o viruela por ejemplo) y gases tóxicos (gas mostaza por ejemplo), que ya han sido utilizados causando terribles daños.